# Malick Fall
Malick Fall (Dakar, 11 dicembre 1985) è un nuotatore senegalese.

## Biografia
Ha rappresentato il Senegal a quattro edizioni consecutive dei Giochi olimpici: Sydney 2000, Atene 2004, Pechino 2008 e Londra 2012. All'edizione greca è stato alfiere della sua nazionale.
Il 1º dicembre 2008 ai Campionati africani di nuoto di Johannesburg facendo registrare il tempo di 1'02"71 ha stabilito il record dei campionati nei 100 metri rana in vasca lunga (50 m).

## Record ai campionati africani di nuoto
| Specialità | Tempo   | Evento                            | Luogo        | Data             | Note |
| ---------- | ------- | --------------------------------- | ------------ | ---------------- | ---- |
| 100 m rana | 1'02"71 | Campionati africani di nuoto 2008 | Johannesburg | 1º dicembre 2008 |      |

## Palmarès
- Campionati africani

Johannesburg 2008: oro nei 50m rana e nei 100m rana e bronzo nella 4x100m sl.
Nairobi 2012: oro nei 50m rana e nei 100m rana.